# Barragem de Teja
A Barragem de Teja, Barragem do Teja ou Barragem do Terrenho, construída sobre o leito do rio Teja (na bacia hidrográfica do Douro), localiza-se, na margem esquerda, no Município de Trancoso, e, na margem direita, no Município de Mêda, ambos do distrito de Guarda, em Portugal. A barragem foi projectada em 1990 e entrou em funcionamento em 1995.

## Barragem
É uma barragem de aterro (terra zonada). Possui uma altura de 16 m acima do terreno natural e um comprimento de coroamento de 177 m (largura 6 m). O volume da barragem é de 70.000 m³. Possui uma capacidade de descarga máxima de 1,04 (descarga de fundo) + .. (descarregador de cheias) m³/s.

## Albufeira
A albufeira da barragem tem ao NPA (Nível Pleno de Armazenamento) uma capacidade total de 2,805 Mio. m³ (capacidade útil de 2,743 Mio. m³). As cotas de água na albufeira são: NPA de 689,5 metros, NMC (Nível Máximo de Cheia) de 690,74 metros e NME (Nível Mínimo de Exploração) de 680 metros.